# Inferno (film 1953)
Inferno è un film del 1953 diretto da Roy Ward Baker.

## Trama
Il milionario Donald Carson si reca con sua moglie e il comune amico John Duncan in una regione montuosa e desertica per esaminare un terreno metallifero che l'uomo intende sfruttare. Quando sta per iniziare il viaggio di ritorno, Carson si fa male a una caviglia, tanto da non poter più camminare. La moglie prosegue il viaggio con Duncan promettendo al marito di tornare a riprenderlo con un aereo. Ma la donna e Duncan, in realtà amanti, e sono d'accordo per abbandonarlo nel deserto, condannandolo così a morte. Non tutto però va secondo i piani.